# Liparis laticuneata
Liparis laticuneata är en orkidéart som beskrevs av Charles Schweinfurth. Liparis laticuneata ingår i släktet gulyxnen, och familjen orkidéer. Inga underarter finns listade i Catalogue of Life.